# Las Vegas, Salto de Agua
Las Vegas är en ort i Mexiko.   Den ligger i kommunen Salto de Agua och delstaten Chiapas, i den sydöstra delen av landet, 800 km öster om huvudstaden Mexico City. Las Vegas ligger 69 meter över havet och antalet invånare är 188.
Terrängen runt Las Vegas är varierad. Runt Las Vegas är det ganska tätbefolkat, med 54 invånare per kvadratkilometer. Närmaste större samhälle är Vicente Guerrero, 3,3 km öster om Las Vegas. Trakten runt Las Vegas består till största delen av jordbruksmark.